# Wilhelm Burgdorf
Wilhelm Burgdorf (ur. 14 lutego 1895 w Fürstenwalde/Spree, zm. 1 maja 1945 w Berlinie) – niemiecki generał, dowódca i oficer sztabowy Wehrmachtu podczas II wojny światowej. Pod koniec wojny był jednym z najbliższych współpracowników Adolfa Hitlera. Odznaczony Krzyżem Rycerskim.

## Kariera wojskowa
Burgdorf wstąpił w szeregi Armii Cesarstwa Niemieckiego w chwili wybuchu I wojny światowej. Od 1915 roku służył jako oficer w 12. pułku grenadierów. W okresie międzywojennym był w Reichswehrze, a potem Wehrmachcie. W 1930 roku awansował do stopnia kapitana. W 1935 roku został instruktorem taktyki w Akademii Wojskowej w Dreźnie. Dwa lata później w randze majora został adiutantem w sztabie IX Korpusu. W 1938 roku został awansowany do stopnia podpułkownika. Następnie służył jako dowódca 529. pułku piechoty od maja 1940 do kwietnia 1942 roku. W maju 1942 roku został zastępcą szefa działu kadr OKH. W październiku 1944 roku został mianowany jego szefem. Zajmował to stanowisko aż do śmierci.

## Rola w zgładzeniu Erwina Rommla
Od października 1944 roku Burgdorf był także adiutantem Adolfa Hitlera. W ramach swojej funkcji odegrał kluczową rolę w samobójstwie Erwina Rommla, który był zamieszany w zamach 20 lipca. Hitler uznał, że postawienie feldmarszałka przed Sądem Ludowym spowodowałoby skandal w Niemczech i nakazał wyeliminować go w cichy sposób.
14 października 1944 roku Burgdorf, w towarzystwie gen. Ernsta Maisela, przybył do domu Rommla. Wykonując instrukcje feldmarszałka Wilhelma Keitla, zaoferował mu wybór między samobójstwem i pogrzebem państwowym oraz immunitetem dla jego rodziny i podwładnych lub procesem o zdradę i haniebną śmiercią. Feldmarszałek przystał na to pierwsze i zażył podany mu przez Burgdorfa cyjanek potasu.

## Ostatnie dni wojny
Podczas bitwy o Berlin Burgdorf dołączył do Hitlera, który schronił się wraz z innymi ludźmi ze swojego najbliższego otoczenia w bunkrze pod ogrodem Kancelarii Rzeszy. Wiele działań Burgdorfa w Berlinie w tym czasie zostało udokumentowanych przez pisma Gerhardta Boldta, niemieckiego żołnierza, który napisał o swoich doświadczeniach w bunkrze Hitlera.
28 kwietnia, kiedy wyszło na jaw, że Heinrich Himmler próbował negocjować oddanie się w ręce aliantów poprzez hrabiego Folke Bernadotte, Burgdorf został członkiem ustanowionego przez Hitlera sądu wojskowego, w skład którego weszli także Hans Krebs, Johann Rattenhuber oraz Wilhelm Mohnke, mającego osądzić Hermanna Fegeleina.
29 kwietnia Burgdorf, Krebs, Joseph Goebbels i Martin Bormann byli świadkami sporządzenia przez Hitlera testamentu i złożyli na nim swe podpisy. W nocy z 1 na 2 maja, po wcześniejszych samobójstwach Hitlera i Goebbelsa, Burgdorf i Krebs również pozbawili się życia.